# Hulu
 (транскр.  Хулу) америчка је претплатничка услуга стриминга чији је власник The Walt Disney Company. Покренут је 29. октобра 2007. у САД, док је у остатку света доступан у склопу платформе Disney+ као део бренда Star.

## Историја
Услуга је првобитно покренута као заједнички подухват између News Corporation и NBCUniversal, Providence Equity Partners и касније The Walt Disney Company, да служи као обједињење недавних епизода телевизијских серија са њихових телевизијских мрежа. Године 2010, Hulu је покренуо претплатничку услугу, првобитно брендиран као Hulu Plus, која садржи потпуне сезоне програма предузећа и осталих партнера и неодложен приступ новим епизодама. Године 2017, предузеће је покренуло Hulu with Live TV — ОТТ IPTV услугу која садржи линеарне телевизијске канале. Time Warner (сада WarnerMedia) раније је имао удела у услузи. Прве половине 2020. године, Hulu је имао 30,4 милиона претплатника.
У марту 2019. године, Disney је извршио аквизицију 21st Century Fox, добивши већински удео од 60% у Hulu. AT&T (који је извршио аквизицију Time Warner током 2018. године) продао је својих грубих 10% удела наредног месеца. Comcast, једини преостали акционар, најавио је 14. маја 2019. године да је пристао да уступи своју контролу и постигао је договор са Disney да купи његових 33% удела у предузећу већ 2024. године..